# Akreszory
Akreszory (ukr. Акрешори) – wieś na Ukrainie, w obwodzie iwanofrankiwskim, w rejonie kosowskim.

## Historia
W latach 1919–1939 wieś należała do powiatu peczeniżyńskiego w województwie stanisławowskim w II RP. W 1929 roku wieś była siedzibą gminy, podlegała pod Sąd Powiatowy w Jabłonowie i Sąd Okręgowy w Kołomyi.
W 1929 wieś liczyła 947 mieszkańców. Był tu kościół greckokatolicki i jeden młyn wodny należący do D. Priwelera.